# Догма и ритуал високе магије
Догма и ритуал високе магије (енгл. Dogma and Ritual of High Magic) је наслов прве објављене расправе Елифаса Левија о ритуалној магији, која се појавила у два тома између 1854. (Догма) и 1856. године (Ритуал). Сваки том је структуриран у 22 поглавља, која пресликавају значења тарота.

## Преводи
Левијево дело Догма и ритуал високе магије је Артур Едвард Вејт превео на енглески као Transcendental Magic, its Doctrine and Ritual (1896). Вејт је додао биографски предговор и фусноте. Ревидирано издање овог превода објављено је 1923. године. На српски је преведена 1990. године као Transcendentalna magija: doktrina i ritual visoke magije.

## Савремено тумачење
Дело је у скорије време привукло пажњу проучаваоца окултизма због својих студија магије, религије, природних наука и алхемије. Леви види магију да се заправо налази између науке и религије и верује да има потенцијал да делује као помирљива или посредничка функција између ова два погледа. Леви одбацује ставове, као што је Е. Б. Тајлора, да су магија или религија инхерентно ирационалне и да су замењене савременом науком. Уместо тога, он поставља магију као „езотеричну науку“ и сугерише да би херметизам могао бити прилагођен за проналажење основне истине иза свих магијских система, позивајући на „упоредну магију“. Леви тако поставља оквире једне врсте перенијализма поткрепљеног упоредном теологијом и упоредном религијом, антиципирајући модерне религијске студије и паралелно са савременим упоредним пројектима у антропологији и филологији као што је рад Макса Мулера.

### Цитати
1. 1 2 3  Josephson-Storm (2017).
2. ↑  Waite (2013).

### Наведени радови
- Josephson-Storm, Jason (2017). The Myth of Disenchantment: Magic, Modernity, and the Birth of the Human Sciences. Chicago: University of Chicago Press. ISBN 978-0-226-40336-6.
- Waite, A. E. (2013). The Secret Tradition in Alchemy: Its Development and Records. United Kingdom: Taylor & Francis. ISBN 978-1136182921.